# Vivi Miao
Miao Miao (chino: 苗苗) también conocida como Vivi Miao, es una actriz china.

## Biografía
En el 2005 se unió a la Academia de Danza de Beijing (inglés: "Beijing Dance Academy") de donde se graduó en el 2009.
Comenzó a salir con el actor chino Zheng Kai, el 21 de mayo del 2020 la pareja anunció que se había casado. En octubre del mismo año anunciaron que le habían dado la bienvenida a su primera hija.

## Carrera
En el 2017 se unió al elenco recurrente de la serie Princess Agents donde dio vida a Jin Xiaoqi, la séptima hermana de Chu Qiao (Zhao Liying).
El 17 de abril del 2019 se unió al elenco principal de la serie From Survivor to Healer donde interpretó a la psicóloga Sun Shu, una mujer apasionada e impulsiva que se dedica a sus pacientes, hasta el final de la serie el 22 de mayo del mismo año.
El 27 de noviembre del mismo año se unió al elenco de la serie Unstoppable Youth donde dio vida a Yi Anle, hasta el final de la serie el 2 de enero del 2020.
El 6 de abril del 2020 se unirá al elenco principal de la serie If There Is No Tomorrow (我是余欢水; también conocida como "I Am Yu Huanshui") donde interpretará a Luan Bingran.

## Filmografía

### Series de televisión
| Año             | Título                         | Personaje     | Notas        |
| --------------- | ------------------------------ | ------------- | ------------ |
| 2020 - presente | If There Is No Tomorrow        | Luan Bingran  |              |
| 2019 - 2020     | Unstoppable Youth (青春抛物线) | 易安乐        | 40 episodios |
| 2019            | From Survivor to Healer        | Psic. Sun Shu | 42 episodios |
| 2017            | Princess Agents                | Jin Xiaoqi    |              |
| 2017            | The Peach Blossom (一树桃花开) | 陶蕊          |              |
| 2017            | Ice Fantasy Destiny            | 明乐          |              |
| 2016            | 异能杀手前传                   | 九姑娘        |              |
| 2009            | Proof of Identity (身份的证明) | -             |              |
| 2008            | Who Is Lying (谁在说谎)        | -             |              |

### Películas
| Año  | Título                   | Personaje   | Notas                                                          |
| ---- | ------------------------ | ----------- | -------------------------------------------------------------- |
| 2019 | Bureau 749               | -           | junto a Li Chen, Karry Wang, Zheng Kai, Min Ren y Xin Baiqing  |
| 2019 | June                     | 小珺        | junto a Aaron Kwok y Wu Jianfei                                |
| 2019 | The Youth of Memories    | -           | junto a Nina Chuo, Kai Xuan (楷旋), Mia Yam y Zhang Doudou     |
| 2018 | Waiting for Me in Heaven | -           |                                                                |
| 2017 | Youth                    | He Xiaoping | junto a Huang Xuan, Zhong Chuxi, Yang Caiyu y Li Xiaofeng      |
| 2017 | Six Years, Six Days      | -           | junto a Jiang Ruijia, Gao Yunxiang, Zhang Yishan y Zhao Liying |
| 2017 | Special Encounter        | -           | junto a Yan Ni, Calvin Tu e Ireine Song                        |

### Programas de variedades
| Año  | Programa                 | Notas    |
| ---- | ------------------------ | -------- |
| 2019 | Meeting Temple of Heaven | miembro  |
| 2017 | Happy Camp               | invitada |

### Revistas / sesión fotográfica
| Año  | Título                                | Notas |
| ---- | ------------------------------------- | ----- |
| 2020 | Harper's Bazaar China X She Power     |       |
| 2019 | Dior Amour Limited Edition Collection |       |
| -    | InStyle                               |       |
| -    | Life Style                            |       |
| -    | ELLE Men China                        |       |
| -    | Firstone (第壹街拍)                   |       |

### Embajadora
| Año  | Título                                                              | Notas |
| ---- | ------------------------------------------------------------------- | ----- |
| 2019 | Embajadora Promocional de Turismo de la Ciudad de Serbia para China |       |